# Edoardo Marconi
Edoardo Marconi (Senigallia, 21 giugno 1866 – Montecarotto, 1950) è stato un artigiano e orologiaio italiano, noto per l'abilità e fama nella costruzione di orologi da torre.

## Biografia
Di famiglia poverissima nacque a Scapezzano frazione di Senigallia, fu affidato in tenera età ad una famiglia benestante senza figli, di Senigallia. Fu avviato adolescente al mestiere di orologiaio, presso una bottega artigiana. Nel 1887 si trasferì con la famiglia  a Montecarotto, per poter affinare il suo mestiere, in quanto quel paese era sede di una storica fabbrica di orologi da torre fondata da Pietro Mei nel 1827 e proseguita da Antonio Galli. Qui prese residenza ed impiantò la sua officina. Collaborò all'inizio con Antonio Galli, poi proseguirà da solo la costruzione di orologi da torre dichiarandosi orgogliosamente, nelle sue cartoline pubblicitarie, "erede di Mei e Galli".  La casa dove abitò è tuttora esistente nel centro storico di Montecarotto, nella piazzetta detta dell'orologio. Al centro della facciata dell'abitazione è ancora presente il quadrante e l'orologio che egli vi costruì.
Operò con la sua azienda principalmente nella regione Marche e nelle regioni confinanti dell'Italia centrale dove tuttora alcuni dei suoi orologi sono funzionanti in torri campanarie e torri civiche o esposti in musei civici. La sua azienda restò attiva fino a circa il 1940 e fu l'ultimo artigiano orologiaio presente a Montecarotto. Insieme con i predecessori Antonio Galli e Pietro Mei fu tra i protagonisti della tradizione orologiaia locale. La sua attività fu ereditata per breve tempo da suo genero Amilcare Gagliardini, trasferitosi però a Cupramontana.

## Elenco degli Orologi di Edoardo Marconi
(elenco parziale)
- Meccanismo dell'orologio del Teatro Pergolesi di Jesi. Il meccanismo, delle dimensioni 120x70 cm, è costituito da un telaio in ghisa che accoglie le ruote maestre, sempre in ghisa, di tre treni paralleli: il centrale per il movimento delle sfere, quello a destra per la suoneria dei quarti e quello a sinistra per la suoneria delle ore. Il meccanismo è stato oggetto di un profondo restauro e ricostruzione generale da parte dell'orologiaio Edoardo Marconi, probabilmente intorno al 1930. Dello stesso stile del Marconi, se non proprio di sua costruzione, sono infatti varie e fondamentali parti meccaniche dell'orologio. Il meccanismo non è più nella sede originaria poiché sostituito da un congegno elettronico più moderno, e dopo un importante restauro è in esposizione nel foyer del Teatro Pergolesi.
- Orologio della Torre campanaria del Palazzo della Signoria di Jesi. Lo storico meccanismo è stato costruito da Edoardo Marconi di Montecarotto nel 1939 sui resti di un più antico apparecchio datato 1723. La macchina oraria è larga 133 cm, profonda 80 cm e alta 110 cm. È costituita da tre treni paralleli che si sviluppano in maniera verticale in tre alberi. Il treno centrale è per il movimento delle sfere, quello di destra per la suoneria delle ore e quello di sinistra per la suoneria dei quarti. La suoneria suona le ore e i quarti con ripetizione. Il telaio che sostiene tutte le ruote dentate è di acciaio forgiato a mano e appartiene alla macchina antica. Le ruote dentate dei treni, le bronzine e le boccole delle leve di controllo delle suonerie in ottone, i tre tamburi in legno sono quelli originali della macchina del 1723. La macchina oraria è stata smontata nel 2006 dai locali della torre e sottoposto a un importante restauro conservativo alla parte meccanica. Si trova ora, restaurato e funzionante nella sua sede originale anche se ad oggi il quadrante esterno non segna ancora le ore.[1][2][3]
- Orologio di Chiaravalle, costruito nel 1928. La macchina oraria è a tre treni paralleli (tempo, suoneria ore e suoneria quarti) e le sue dimensioni sono di cm 87x 45. Comanda un unico quadrante in vetro con retro illuminazione posto sulla facciata anteriore del palazzo comunale. La meccanica si trova proprio dietro al quadrante. Il meccanismo è stato smontato dalla sua sede e sottoposto ad approfondito restauro nel 2003.
- Orologio del palazzo comunale di Montemonaco. Il meccanismo del Marconi non più posizionato nella sua sede originaria poiché sostituito da un congegno elettronico più moderno: è in attesa di restauro e si trova in esposizione nella sede comunale.
- Orologio della torre civica comunale di Serra de' Conti. Il meccanismo del Marconi costruito nel 1929 originariamente comandava sia i quattro quadranti orari posti sulla facce della torre sia le campane che scandivano con il loro suono il corso della giornata. Alla sua ricarica giornaliera era preposto un addetto comunale. Ora la macchina oraria non è più posizionata nella sua sede originaria poiché sostituito nel 1975 da un congegno elettro-meccanico più moderno; è stata restaurata nel 2010 dietro patrocinio dell'amministrazione comunale, è funzionante a scopo dimostrativo e si trova in esposizione nel salone d'ingresso del comune.[4][5][6][7]
- Orologio con quadrante retroilluminato in un palazzo d’angolo tra Corso Mazzini e via Marconi a Grottammare.

## Galleria d'immagini

### Orologio di Edoardo Marconi della torre civica di Serra de' Conti

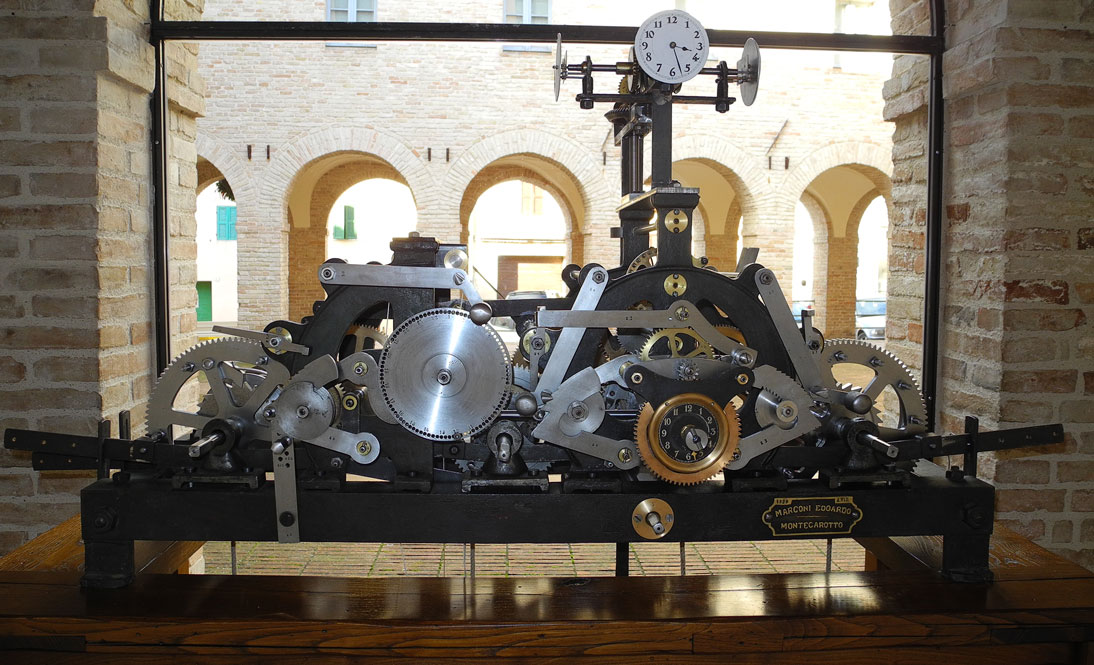
Orologio di Edoardo Marconi della torre civica di Serra de' Conti dopo il restauro del 2010.
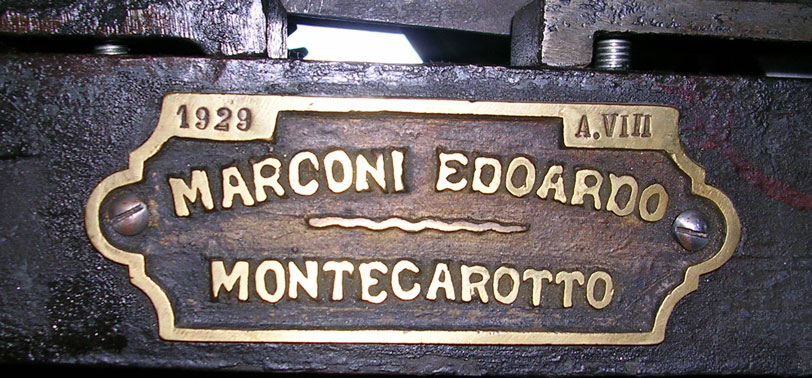
Particolare dell'Orologio di Edoardo Marconi della torre civica di Serra de' Conti.